# From St. Louie to Frisco
From St. Louie to Frisco è un album discografico in studio del cantante/compositore statunitense Chuck Berry pubblicato dalla Mercury Records nel 1968.

## Tracce
1. Louie To Frisco
2. Ma Dear
3. The Love I Lost
4. I Love Her, I Love Her
5. Little Fox
6. Rock Cradle Rock
7. Soul Rockin'
8. I Can't Believe
9. Misery
10. My Tambourine
11. Oh Captain
12. Mum's The Word

## Crediti
- Chuck Berry - chitarra, voce
- Ingrid Berry - coro
- Carey Enlow - sax tenore
- Martin Fierto - tromba
- Forrest Frierson - basso
- Ebbie Hardy - batteria
- Johnnie Johnson - Pianoforte
- Harvey Kagan - basso
- Quincy Macon - chitarra
- Augie Meyers - tastiere
- Frank Morin - sassofono
- George Rains - batteria
- Doug Sahm - chitarra
- Eugene Washington - batteria